# Station Turzno Kujawskie
Station Turzno Kujawskie is een spoorwegstation in de Poolse plaats Turzno.